# Брахман (порода)

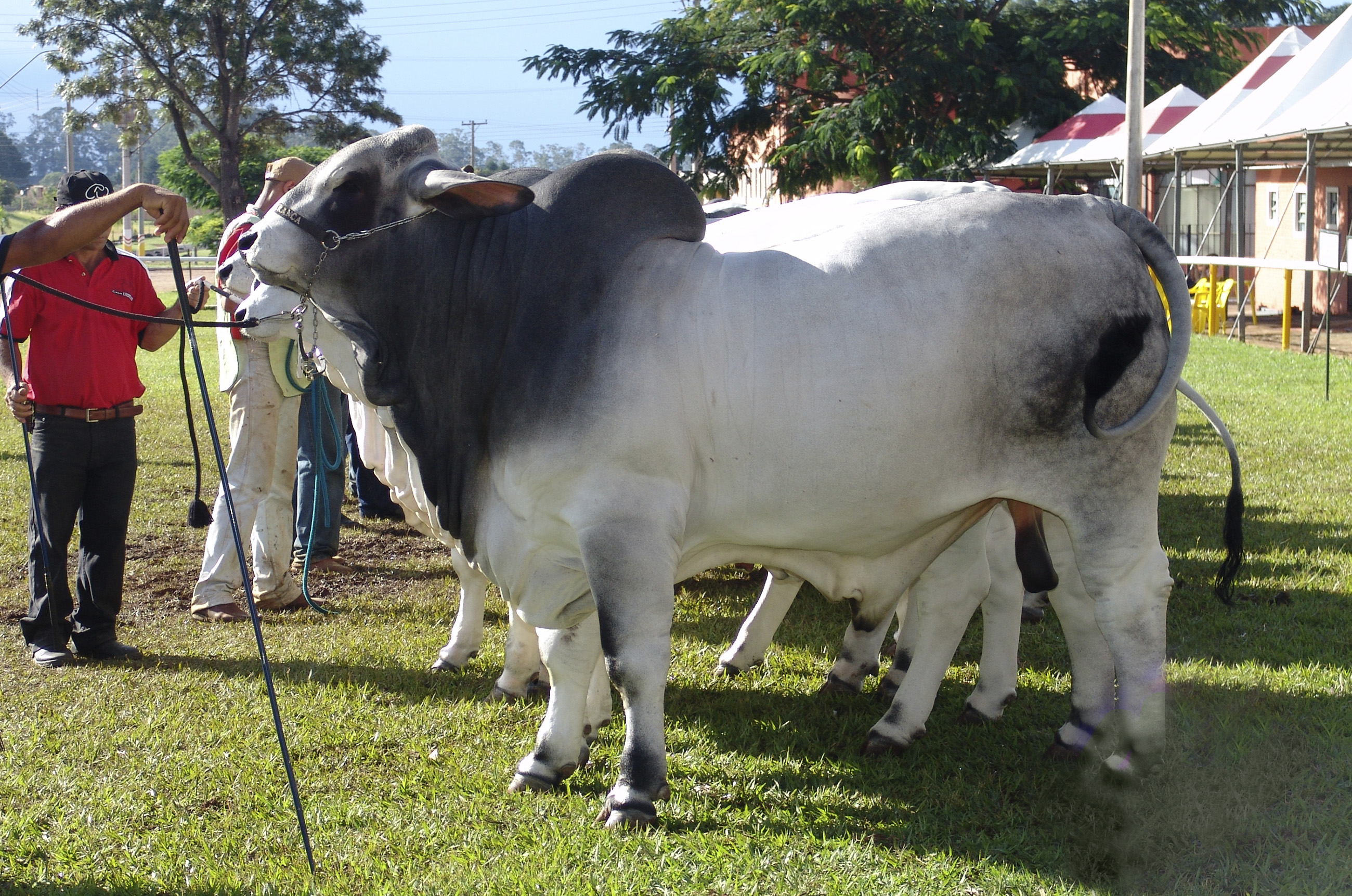
Бик брахман в Аваре, Бразилія

Брахман або Брахма — порода корів зебу (Bos indicus) що була виведена в США з корів, імпортованих з Індії. Брахмани були виведені шляхом зкрещування порід канкредж, онголе і ґір. Брахман — одна з найпопулярніших м'ясних порід, широко розповсюджена в Аргентині, Бразилії, Парагваї, США, Колумбії, Австралії і багатьох інших країнах.

## Історія
Американський брахман вперше з’явився в Сполучених Штатах Америки в 1900-х роках. Для виведення оригінальної породи було використано 266 биків і 22 корови різних порід індійських корів (ґір, гуджарат, неллор і крішна веллі), що були імпортовані в Сполучені Штати з Індії в період з 1854 до 1926 рік. 
Американська Асоціація заводчиків брахманів була створена в 1924 році. Її головний офіс знаходиться у Х'юстоні. Назва породи, "брахман", було придумано першим секретарем Асоціації, Д. В. Сартвелем. 
З 1933 року почався активний експорт породи з США в Австралію, де вона отримала значне розповсюдження. Наразі, приблизно 50% популяції корів в Австралії є брахманами, або породами, що були виведені з них. 

## Опис
Брахман відноситься до м'ясних порід. Вага биків досягає 900 кілограмів, а корів — до 600 кілограмів, вони швидко зростають і мають розвинену мускулатуру. Над шиєю і плечима у них є характерний горб. 
Шерсть коротка, і може варіюватися за кольором від світло-сірої до чорної. Бики, зазвичай, темніші, і мають чорні пігментні плями навколо шиї, роги брахманів загинаються догори і трохи назад.

## Використання
Окрім забою, брахмани використовуються для гібридизації. Багато інших м'ясних порід, розповсюджених в США, таких як Брангус (англ. Brangus), Біфмастер (англ. Beefmaster) і Сімбра (англ. Simbrah) були виведені з брахманів.
Брахмани відомі своєю стійкістю до спеки і вологості, а також до укусів комах (завдяки своїй товстій шкірі), через що вони набули розповсюдження в країнах з тропічним кліматом.
У Омані і Фуджейрі брахмани беруть участь у традиційному місцевому спорті — бою биків.